# Vernon (Illinois)
Vernon és una població dels Estats Units a l'estat d'Illinois. Segons el cens del 2000 tenia 178 habitants.

## Demografia
Segons el cens del 2000, Vernon tenia 178 habitants, 77 habitatges, i 46 famílies. La densitat de població era de 75,5 habitants/km².
Dels 77 habitatges en un 18,2% hi vivien nens de menys de 18 anys, en un 46,8% hi vivien parelles casades, en un 7,8% dones solteres, i en un 39% no eren unitats familiars. En el 35,1% dels habitatges hi vivien persones soles el 14,3% de les quals corresponia a persones de 65 anys o més que vivien soles. El nombre mitjà de persones vivint en cada habitatge era de 2,31 i el nombre mitjà de persones que vivien en cada família era de 3.
Per edats la població es repartia de la següent manera: un 21,9% tenia menys de 18 anys, un 7,3% entre 18 i 24, un 27,5% entre 25 i 44, un 25,8% de 45 a 60 i un 17,4% 65 anys o més.
L'edat mediana era de 41 anys. Per cada 100 dones de 18 o més anys hi havia 95,8 homes.
La renda mediana per habitatge era de 21.667 $ i la renda mediana per família de 24.583 $. Els homes tenien una renda mediana de 30.625 $ mentre que les dones 16.250 $. La renda per capita de la població era de 9.686 $. Aproximadament el 17,9% de les famílies i el 27,4% de la població estaven per davall del llindar de pobresa.

## Poblacions més properes
El següent diagrama mostra les poblacions més properes.